# کنسو، نوا اسکوشیا
کنسو، نوا اسکوشیا (به انگلیسی: Canso, Nova Scotia) یک منطقهٔ مسکونی در کانادا است که در گایزبرو واقع شده‌است. کنسو ۸۰۶ نفر جمعیت دارد و ۰–۱۴ متر بالاتر از سطح دریا واقع شده‌است.